# Villers-sous-Pareid
Villers-sous-Pareid ist eine französische Gemeinde mit 74 Einwohnern (Stand: 1. Januar 2022) im Département Meuse in der Region Grand Est (bis 2015: Lothringen). Sie gehört zum Arrondissement Verdun, zum Kanton Étain und zum 1996 gegründeten Gemeindeverband Territoire de Fresnes-en-Woëvre.

## Geografie
Die Gemeinde liegt rund 26 Kilometer südöstlich von Verdun in der Landschaft Woëvre an der Grenze zum Département Meurthe-et-Moselle. Umgeben wird Villers-sous-Pareid von den Nachbargemeinden Parfondrupt im Norden, Puxe im Nordosten, Allamont im Osten, Moulotte im Süden, Harville im Südwesten sowie Pareid im Westen.

## Geschichte
Zur Zeit des Sire von Apremont Ende des 13. Jahrhunderts existierte eine Burg, von der nur Reste der Gräben vorhanden sind. Das Dorf trug bis ins 18. Jahrhundert den Namen Villers en Woëvre.

### Bevölkerungsentwicklung
| Jahr                       | 1962 | 1968 | 1975 | 1982 | 1990 | 1999 | 2004 | 2009 | 2019 |
| Einwohner                  | 92   | 80   | 74   | 69   | 75   | 72   | 61   | 64   | 79   |
| Quellen: Cassini und INSEE |      |      |      |      |      |      |      |      |      |

## Besonderheiten
Villers-sous-Pareid hat keine eigene Kirche. Im Dorf gab es eine Notkapelle, die 1793 zerstört wurde. Nach dem Ersten Weltkrieg wurde ein Privathaus zur Kapelle umgebaut, die bis in die 1960er Jahre als Kirche diente.